# Husayn Barles
Husayn Barles (m. en 1407) fou un amir que va servir a Tamerlà i després Abu Bakr.
El 1405 fou enviat per Abu Bakr com a delegat a Muhammad Umar per anunciar que el seu senyor romania fidel a Muhammad Umar, però necessitava passar per reunir-se amb Miran Xah i junts anar a Transoxiana on el seu germà Khalil Sultan els necessitava. Abu Bakr fou detingut i empresonat a Sultaniya però amb complicitats locals es va poder fer amb el control d'aquesta ciutat. L'amir Husayn Barles i la mare d'Abu Bakr, que eren a Ghuzeldereh, es van dirigir a Sultaniya amb la seva gent per recolzar Abu Bakr.
Abu Bakr va anar al Khurasan a buscar a Miran Xah que havia marxat allí exiliat, i mentre, Husayn Barles es va apoderar de la fortalesa de Xahriyar (1405); a la tornada de Khurasan, Abu Bakr i Miran Xah es van dirigir a Xahriyar. Després de la victoria d'Abu Bakr a la batalla de Derguzin o Kharbereh, Abu Bakr i les seves forces van descansar uns dies en els quals va fer matar alguns amirs propis, entre els quals Umar Taban, acusat de no haver lluitat amb ganes i de ser enemic secret seu; això va provocar la deserció de Husayn Barles i alguns altres amirs, que es va refugiar a Esfahan. Abu Bakr va conquerir Esfahan (1406) i Husayn Barles va tornar al seu servei però va participar en un complot que pretenia eliminar-lo i posar al tron al seu pare Miran Xah (1407). El complot fou descobert i diversos amirs implicats, entre ells Husayn Barles, foren executats.